# Вайнсберг
Вайнсберг (на немски: Weinsberg) е град в Баден-Вюртемберг, Германия, с 11 615 жители (31 декември 2014).
Градът е основан през 1200 г. Известен е с производството на вино.